# Sasha Banks
Mercedes Kaestner-Varnado (născută pe data de 26 ianuarie din 1992) este o luptătoare profesionistă americană, care lucrează pentru All Elite Wrestling (AEW) sub numele de ring Mercedes Moné. Varnado a devenit cunoscută pentru perioada petrecută în WWE din 2012 până în 2022, unde a evoluat sub numele de ring Sasha Banks. Este prima și singura luptătoare profesionistă care a câștigat campionate în WWE, AEW și NJPW.
Înainte de a semna cu WWE, Mercedes a luptat în circuitul independent Chaotic Wrestling, unde a fost campioana feminină. În WWE, a fost Raw Women's Champion de 4 ori. Împreună cu Charlotte Flair, a fost prima femeie care a luptat într-un meci Hell in a cell. În data de 27 iulie 2020, a recâștigat titlul feminin al Raw-ului pentru a 5-a oară în cariera sa. 
Sasha a deținut titlul de WWE Women's Tag Team Champion alături de partenera sa, Bayley.
Mercedes Varnado a jucat rolul lui Koska Reeves în al doilea sezon al serialului The Mandalorian.

## Viața personală
Kaestner-Varnado este verișoara lui Snoop Dogg. 
Varnado este un fan al K-pop și anime Sailor Moon. Varnado l-a numit pe Eddie Guerrero luptătorul său preferat  și a participat la memorialul special al lui Guerrero într-un episod din Raw pe 14 noiembrie 2005, în Minneapolis, Minnesota. De asemenea, susține ca nu a avut cunoștință despre moartea lui înainte de a ajunge la eveniment. Banks a declarat public că prietena sa cea mai bună din WWE este Bayley pentru chimia dintre ele.

## În Wrestling
- Manevre de final
  - Ca Sasha Banks
    - Bank Statement (Punte crossface, uneori, va fi tranzitia de la un dublu genunchi backbreaker) – 2014–prezent
    - Bankrupt (sacou Drept neckbreaker slam) – 2013-2014; folosit ca o mișcare de o semnătură mai târziu

  - Ca Mercedes KV
    - Roundhouse kick
    - Wheelbarrow bulldog

## Campionate și realizări
1.CHAOTIC WRESTLING :
✓ CAMPIONATUL HAOTIC DE WRESTLING PENTRU FEMEI (1 DATĂ )
2.INDEPENDENT WRESTLING ENTERTAINMENT:
✓ CAMPIONATUL FEMININ I.W.E. ( 1 DATĂ )
3.INEL RĂZBOAIE CAROLINA :
✓ CAMPIONATUL R.C.W NO LIMIT ( 1 DATĂ )
4.WWE (NXT):
✓ CAMPIONATUL FEMININ NXT ( 1 DATĂ )
5.WWE :
✓ CAMPIONATUL FEMININ RAW ( 5 ORI )
✓ WWE WOMEN'S TAG TEAM CHAMPIONSHIP ( 2 ORI > CU BAYLEY - SASHA BANKS  ȘI BAYLEY AU FOST CAMPIOANELE INAUGURALE ALE CAMPIONATULUI FEMININ  <<WWE WOMEN'S TAG TEAM CHAMPIONSHIP>> .
7.PRO WRESTLING ILLUSTRATED:
✓ FEMEIA ANULUI ( 2015 )
✓ LUPTA ANULUI : SASHA BANKS VS BAYLEY  (   22 AUGUST 2015 ) LA NXT TAKEOVER - MECI PENTRU CAMPIONATUL FEMININ NXT.
✓ CEL MAI TARE FEUD : ECHIPA << FRUMOS ȘI PERICULOS >> [ SASHA BANKS  ,￼ NAOMI ȘI TAMINA SNUKA ] VS <<ECHIPA BELLA >> [ NIKKI BELLA , BRIE BELLA ȘI ALICIA FOX ] VS << ECHIPA P.C.B. >> [ PAIGE , CHARLOTTE FLAIR ȘI BECKY LYNCH ].
✓ FEUDUL ANULUI : SASHA BANKS VS CHARLOTTE FLAIR
✓ SITUATĂ PE LOCUL 3 ÎN P.W.I. FEMININ 2015
✓ SITUATĂ PE LOCUL 2 ÎN P.W.I. FEMININ 2016
✓ SITUATĂ PE LOCUL 4 ÎN P.W.I. FEMININ 2017
✓ SITUATĂ PE LOCUL 14 ÎN P.W.I. FEMININ 2018
✓ SITUATĂ PE LOCUL 14 ÎN P.W.I. FEMININ 2019 - 2020.